# إطلاق النار في تشاتانوغا 2015
في 16 يوليو 2015، أطلق محمد يوسف عبد العزيز النار على منشأتين عسكريتين في تشاتانوغا، تينيسي، الولايات المتحدة الأمريكية. أطلق النار أولاً من سيارة مارة على مركز تجنيد، ثم توجه إلى مركز احتياطي تابع للبحرية الأمريكية وواصل إطلاق النار، حيث قُتل على يد الشرطة في تبادل لإطلاق النار.[بحاجة لمصدر] لقي أربعة مشاة بحرية حتفهم على الفور. وأصيب بحار، ومجند في البحرية، وضابط شرطة؛ وتوفي البحار متأثرًا بجراحه بعد يومين.
في 16 ديسمبر، وبعد تحقيق، قال مدير مكتب التحقيقات الفيدرالي السابق جيمس كومي إن إطلاق النار كان «مدفوعة بدعاية من تنظيم إرهابي أجنبي».

## إطلاق النار
بدأ إطلاق النار بعد الساعة 10:30 صباحًا بقليل في مركز التوظيف للقوات المسلحة في مركز تجاري يقع على طريق لي السريع. كان المركز يتولى توظيف أفراد لفروع الجيش الأمريكي، بما في ذلك القوات البرية والقوات الجوية والحرس الوطني لولاية تينيسي. هناك، أطلق محمد، باستخدام بندقيته من طراز إيه كيه-47، ما بين 30 إلى 45 طلقة على المكتب من داخل سيارة فورد موستانغ فضية مكشوفة مستأجرة، مما أدى إلى إصابة جندي من مشاة البحرية الأمريكية. ثم هرب وقاد أفراد قسم شرطة تشاتانوغا في مطاردة استمرت سبعة أميال. في وقت إطلاق النار الأول، كان هناك سبعة أشخاص فقط، بما في ذلك جندي مشاة البحرية المصاب، داخل مركز التجنيد.
قاد محمد مسافة سبعة ميل (11 كـم) إلى مركز احتياطي البحرية الأمريكية على طريق أمينيكولا السريع في تشاتانوغا، حيث صدم سيارته عبر بوابة أمنية. ثم قاد سيارته إلى أحد مباني المركز، حيث كان طاقم المفتش والمدرب التابع لمايك باتري، الكتيبة الثالثة، مشاة البحرية الرابعة عشرة والبحارة يعملون.[بحاجة لمصدر]
أطلق محمد النار عليه أولاً، ثم اقتحم المبنى وواصل إطلاق النار، مما أدى إلى إصابة بحار من البحرية الأمريكية بجروح قاتلة. ثم خرج محمد من المبنى من الخلف ودخل منطقة مسيّجة لتجمع السيارات، حيث أطلق النار على عدد من مشاة البحرية. بعد ثلاث إلى خمس دقائق من بدء إطلاق النار الثاني، عاد إلى المبنى، حيث أطلق النار على ضباط الشرطة الذين استجابوا للبلاغ. في النهاية، قُتل برصاص خمسة ضباط شرطة (الضباط كيفن فلاناغان، وجيف لانكستر، وشون أوبراين، ولوكاس تيمونز، وجروفر ويلسون الثالث) خارج المبنى.

### الآثار

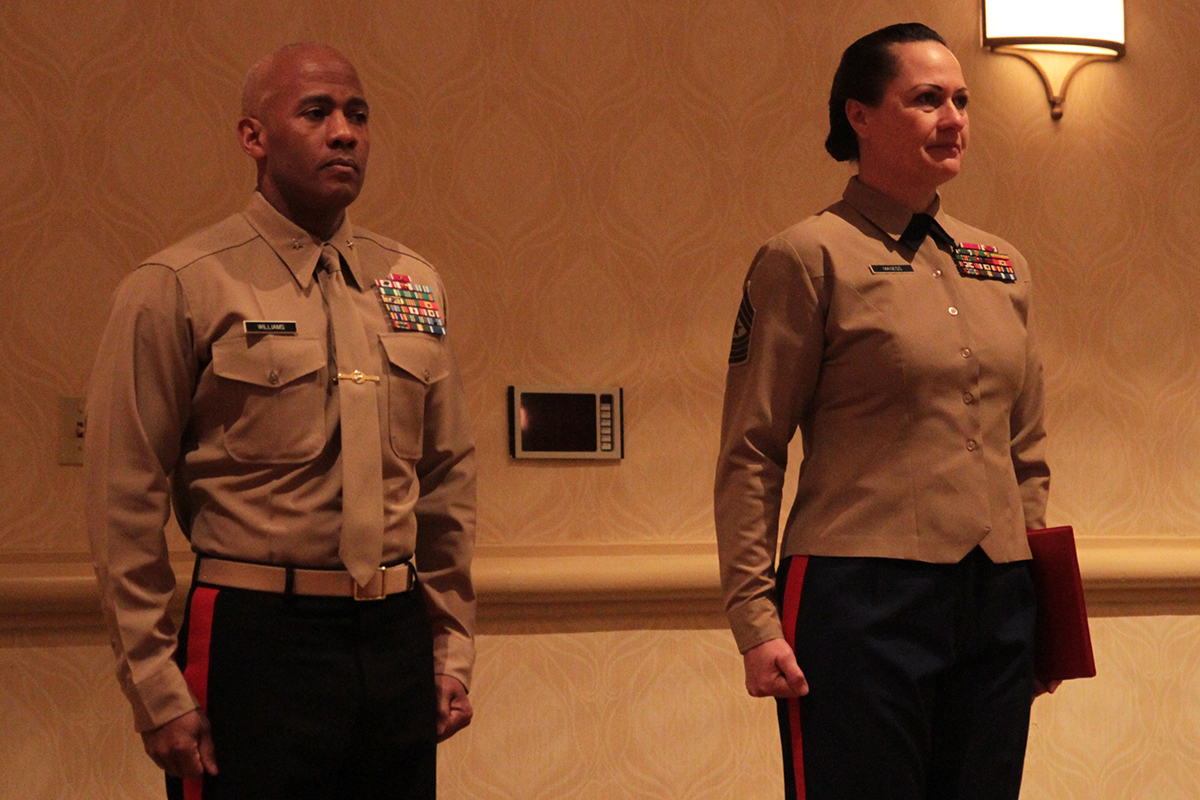
جندي من قوات المشاة البحرية الأمريكية وضحية إطلاق نار في تشاتانوغا يحصلان على وسام القلب الأرجواني

استمرت عمليات إطلاق النار لمدة ثلاثين دقيقة. أطلق محمد حوالي 100 طلقة. وتم فرض عمليات إغلاق بالقرب من مواقع إطلاق النار.
بعد إطلاق النار، صرح المسؤولون أن محمد كان يحمل بندقية نصف آلية ومسدسًا عيار 9 ملم. كما عُثر على بندقية نصف آلية من طراز سايغا-12 عيار 12 في سيارته. وكان يرتدي سترة تتسع لذخيرة إضافية. وصادرت الشرطة بندقية نصف آلية من طراز إيه آر-15 في منزل محمد.
اكتشف المحققون مسدسًا من طراز جلوك عيار 9 ملم، ربما كان مملوكًا لأحد جنود مشاة البحرية القتلى، ويحاولون تحديد ما إذا كان قد استُخدم ضد محمد أثناء إطلاق النار. كما تبين أن قائد مركز الاحتياط استخدم سلاحًا ناريًا شخصيًا ضد محمد.

## الضحايا
لقي خمسة أشخاص، باستثناء مطلق النار، مصرعهم في حادث إطلاق النار. ومن بينهم أربعة من مشاة البحرية الأمريكية الذين لقوا حتفهم في مكان الحادث، وبحار من البحرية الأمريكية توفي في المستشفى بعد يومين. وقد أُطلق النار عليهم جميعًا في مركز الاحتياط التابع للبحرية الأمريكية، أحدهم داخل مبنى والأربعة الآخرون في منطقة قريبة من موقف السيارات. حاول جميع الضحايا تشتيت انتباه المسلح، وردوا بإطلاق النار، وساعدوا الناس على تسلق السياج للوصول إلى بر الأمان. توفي بعض الضحايا أثناء ردهم بإطلاق النار على محمد، لتوفير غطاء لمجموعة أكبر من الضحايا المحتملين الذين كانوا يهربون عبر السياج. وقد تم تحديد هويتهم على النحو التالي:
| الاسم                | العمر | مسقط الرأس             | فرع          | الرتبة                            |
| -------------------- | ----- | ---------------------- | ------------ | --------------------------------- |
| كارسون أ. هولمكويست  | 25    | غرانتسبورغ، ويسكونسن   | مشاة البحرية | رقيب                              |
| راندال سميث          | 26    | بولدينغ، أوهايو        | البحرية      | أخصائي لوجستيات من الدرجة الثانية |
| توماس ج. سوليفان     | 40    | سبرينغفيلد، ماساتشوستس | مشاة البحرية | رقيب مدفعية                       |
| سكوير ك. «سكيب» ويلز | 21    | ماريتا، جورجيا         | مشاة البحرية | عريف                              |
| ديفيد أ. وايت        | 37    | راسلفيل، أركنساس       | مشاة البحرية | رقيب أول                          |

بالإضافة إلى ذلك، أصيب شخصان آخران. وهما الرقيب ديمونتي تشيلي، أحد مجندي مشاة البحرية الذي أصيب برصاصة في ساقه، وتلقى العلاج، ثم أُطلق سراحه؛ ودينيس بيديجو الابن، رقيب شرطة أصيب برصاصة في كاحله.

## الجاني
تم التعرف على محمد يوسف عبد العزيز (5 سبتمبر 1990 – 16 يوليو 2015)، وهو من سُكّان هيكسون، تينيسي، باعتباره المسلح.

### الخلفية
محمد، وهو مواطن أمريكي متجنس، ولد في الكويت في 5 سبتمبر 1990، لأبوين فلسطينيين أردنيين. كان محمد يحمل جواز سفر أردني مؤقت كوثيقة سفر (تصدرها الحكومة الأردنية عادة للفلسطينيين)؛ وأكدت السلطات الأردنية أن محمد ليس مواطنًا أردنيًا.
هاجر محمد إلى الولايات المتحدة مع عائلته في عام 1996 وأصبح مواطنًا أمريكيًا في عام 2003. ووفقًا لصحيفة واشنطن بوست، وصف والدا محمد نفسيهما في إجراءات الطلاق بأنهما «من مواطني دولة فلسطين» و«حافظا على نمط حياة إسلامي محافظ صارم». ووفقًا لمسؤول إنفاذ القانون، كان والد محمد مدرجًا على قائمة المراقبة الإرهابية وخضع للتحقيق قبل سنوات عديدة من حادثة إطلاق النار لتقديمه أموالًا لمنظمة قد تكون لها صلات إرهابية. تم استجواب الأب أثناء رحلة إلى الخارج ولكن تم أُزيل في النهاية من قائمة المراقبة. لم يتم توجيه أي تهمة إليه ولم تكشف المعلومات التي تم الحصول عليها في هذا التحقيق عن أي شيء عن ابنه. خلال الانتفاضة الثانية، سافر محمد، الذي كان يبلغ من العمر خمسة عشر عامًا آنذاك، مع والده إلى جماعين، وهي قرية في الضفة الغربية حيث ولد الأب، بهدف الحصول على هوية فلسطينية.
تخرج محمد من مدرسة ريد بانك الثانوية. حصل على شهادة في الهندسة الكهربائية من جامعة تينيسي في تشاتانوغا عام 2012 وتعلم إدارة أنظمة الطاقة الكهربائية كمتدرب مع سلطة وادي تينيسي. في 20 مايو 2013، بدأ العمل كمهندس في محطة بيري لتوليد الطاقة النووية في نورث بيري، أوهايو، ولكن تم فصله بعد عشرة أيام بعد فشله في اختبار المخدرات. وفقًا لمتحدث باسم شركة فيرست إنرجي، التي تدير المحطة، عمل محمد وتلقى تدريبًا عامًا في مبنى إداري فقط، ولم يكن لديه إمكانية الوصول إلى معلومات حساسة. في الأشهر الثلاثة التي سبقت إطلاق النار، كان محمد يعمل لدى شركة سوبيريور إسيكس كمشرف لمكتبها في فرانكلين.
كان محمد يرتاد ميدان الرماية مع زملائه في العمل.

### عدم الاستقرار العقلي وتعاطي المخدرات
كان محمد يعاني من مشاكل تتعلق بالمخدرات والكحول، وسعت عائلته إلى إلحاقه ببرنامج إعادة تأهيل. وذكرت صحيفة نيويورك تايمز أن القيود المفروضة على تغطية التأمين الصحي للعائلة «أحبطت خطتهم لإدخاله إلى مركز إعادة التأهيل».[بحاجة لمصدر] كشف التحقيق بعد إطلاق النار أن محمد «كان يعاني من مشاكل نفسية خطيرة».
وفقًا لممثل العائلة، كان محمد يتعاطى الحبوب المنومة والأفيونيات ومسكنات الألم والمرجوانا إلى جانب الكحول. وكان أيضًا مدينًا بآلاف الدولارات وكان يخطط لتقديم طلب إفلاس. في عام 2012 أو 2013، بدأ محمد العلاج لإدمانه على المخدرات والكحول. كما تلقى علاجًا للاكتئاب وغالبًا ما توقف عن تناول أدويته. بعد إطلاق النار، ادعى والدا محمد أن ابنهما كان يعاني من الاكتئاب. ووفقًا لمصدر قدمته شبكة سي إن إن، كان محمد يعاني من اضطراب ثنائي القطب.

### سفر محمد وأفعاله التي سبقت إطلاق النار
لم يلفت محمد انتباه مكتب التحقيقات الفيدرالي قبل حادثة إطلاق النار. سافر محمد إلى الأردن خمس مرات. كانت رحلته الأولى في عام 2003، وكانت آخر رحلة له بين أبريل ونوفمبر 2014، عندما زار محمد خاله. تم ترتيب هذه الزيارة الأخيرة من قبل عائلة محمد، التي أرادت أن يبتعد عن أصدقائه الذين اعتقدوا أنهم يؤثرون عليه بشكل سيئ. سافر محمد أيضًا إلى الكويت في عام 2008.
تختلف الروايات حول مدة إقامة محمد مع عمه، حيث تتراوح بين شهرين وسبعة أشهر. ويُقال إن محمد عاش حياة منعزلة في الأردن.
كان الاتصال السابق الوحيد المعروف لمحمد مع سلطات إنفاذ القانون هو إلقاء القبض عليه في 20 أبريل 2015 بتهمة القيادة تحت تأثير الكحول. وقال متحدث باسم العائلة إن الاعتقال أدى إلى زيادة حادة في اكتئابه.
بعد زيارته للأردن عام 2014، أخبر محمد أصدقاءه أنه كان على الأردن وقطر والسعودية تقديم المزيد من الدعم لحماس خلال الحرب على غزة عام 2014 كما لاحظوا تغييرًا في سلوكه، وأنه أدلى بتصريحات انتقادية ضد تنظيم الدولة الإسلامية في العراق والشام (داعش).
في الأشهر التي سبقت إطلاق النار، كان محمد يحضر صلاة الجمعة في أحد المساجد بانتظام. ويُعتقد أنه كتب منشورًا على مدونته حث فيه على دراسة القرآن لإعطاء معنى للحياة. ووفقًا لعائلته، فقد بحث محمد عبر الإنترنت عن الشهادة، وكان يتساءل عما إذا كان الاستشهاد سيُبرئه من خطاياه. في 20 يوليو، تم اكتشاف العديد من الكتابات التي تخص محمد، والتي يعود تاريخها إلى عام 2013. كتب فيها عن وجود أفكار انتحارية بعد فقدانه وظيفته بسبب تعاطيه للمخدرات ورغبته في «أن يصبح شهيدًا». وجدت السلطات التي فتشت جهاز الكمبيوتر الخاص به أنه يمتلك أقراصًا مضغوطة وقام بتنزيل مقاطع فيديو لمجنّد القاعدة أنور العولقي. صرح متحدث باسم مكتب التحقيقات الفيدرالي أن «هناك بعض الأفكار المتطرفة جدًّا» في الكتابات.
وجدت السلطات التي فتشت جهاز الكمبيوتر الخاص به أنه يمتلك أقراصًا مدمجة وأنه قام بتنزيل مقاطع فيديو لمجنّد القاعدة أنور العولقي. [1][2] صرح متحدث باسم مكتب التحقيقات الفيدرالي (FBI) أن ”هناك بعض الأفكار المتطرفة جدًا“ في الكتابات.
لم تُحدد أيٌّ من هذه الكتابات خططًا لشن هجوم أو توضح الدافع وراءه. ولكن يمكن أن يُستنتج الدافع من حقيقة أنه في 11 يوليو، اشترى محمد ذخيرة من متجر وول مارت. وفي 13 يوليو، كتب مدونات مطولة، واصفًا الحياة كنوع من السجن، ومحذرًا: «لا تنخدعوا بأهوائكم، فهذه الحياة قصيرة ومرّة، وقد تفوتكم فرصة الخضوع لله». وكتب أيضًا أن الناس ظنّوا خطأً أن الصحابة كانوا قساوسة «يعيشون في أديرة»، لكن هذا غير صحيح. والحقيقة، كما كتب، هي أن «كل واحد منهم جهاد في سبيل الله. كل واحد منهم كان عليه أن يقدم تضحيات في حياته.» قبل ساعات من إطلاق النار، أرسل رسالة نصية تحتوي على حديث قُدسي إلى صديق تقول، «من عادى لي ولياً فقد آذنته بالحرب.»

## التحقيق الجنائي

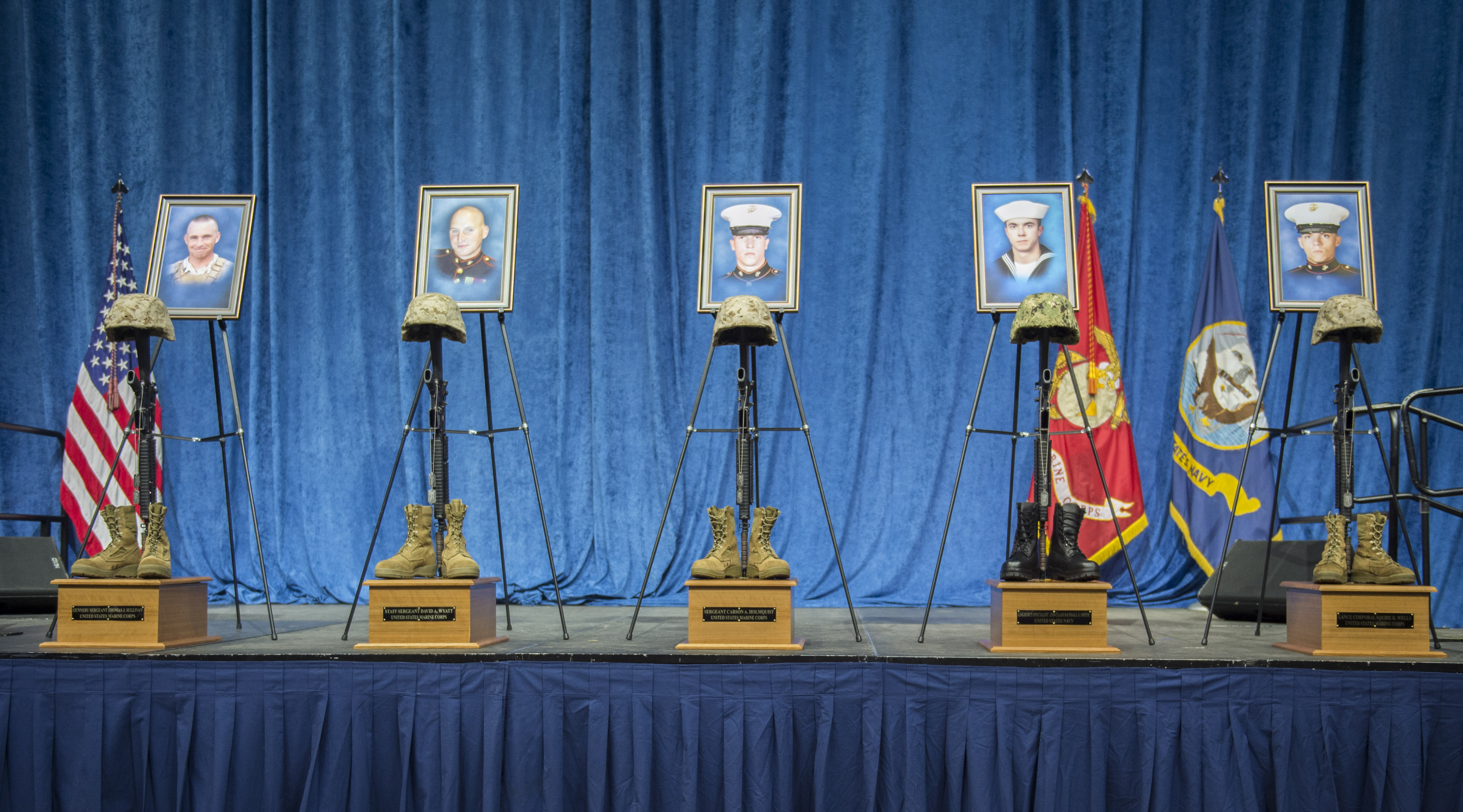
صلبان المعركة لأفراد الخدمة الذين سقطوا على خشبة المسرح خلال النصب التذكاري في ساحة ماكنزي بجامعة تينيسي تشاتانوغا. (19979837504)

قال مسؤول مشارك في التحقيق لصحيفة نيويورك تايمز إنه لا يوجد دليل على أن محمد كان على اتصال بأي من المجندين على وسائل التواصل الاجتماعي الذين يعملون لصالح داعش، موضحًا: «يبدو أن هذه القضية تشبه إلى حد كبير النموذج القديم، حيث كان مهتمًا بالإسلام المتطرف وسعى إلى معرفة المزيد عنه عبر الإنترنت من خلال مشاهدة مقاطع الفيديو والقراءات».
حقق مكتب التحقيقات الفيدرالي في إطلاق النار باعتباره قضية جهاد منذ البداية. وشاركت دائرة التحقيقات الجنائية البحرية أيضًا في التحقيق. في 23 يوليو 2015، في أعقاب الهجوم مباشرة، صرح المحقق الخاص بمكتب التحقيقات الفيدرالي إد راينهولد أن الهجوم يُعامل على أنه عمل «متطرف عنيف محلي» وأن مكتب التحقيقات الفيدرالي يستكشف فكرة أن محمد قد تطرف ذاتيًا. في الشهر التالي، قال وزير الدفاع آشتون كارتر إن المحققين قد لا يتمكنون أبدًا من تحديد «أي مزيج من العقل المضطرب والتطرف العنيف والأيديولوجية الكراهية كان مسؤولاً». في نوفمبر 2015، قال مدير مكتب التحقيقات الفيدرالي جيمس ب. كومي : «ما زلنا نحاول التأكد من أننا نفهم محمد ودوافعه وارتباطاته بطريقة جيدة حقًا».
في 16 ديسمبر 2015، صرّح كومي بأن تحقيق مكتب التحقيقات الفيدرالي خلص إلى أنه «لا شك في أن [محمد] كان مُلهمًا، ومدفوعًا بدعاية منظمة إرهابية أجنبية». وأضاف كومي أنه من الصعب تحديد الجماعة أو الجماعات الإرهابية التي ألهمت محمد. وفي اليوم نفسه، أعلن وزير البحرية راي مابوس منح وسام القلب الأرجواني لضحايا إطلاق النار.
وفقًا للبروفيسور تشارلز كورزمان، كانت عمليات إطلاق النار جزءًا من «التحول بعيدًا عن المحاولات المتقنة واسعة النطاق لاستخدام أسلحة الدمار الشامل أو المؤامرات البارزة الأخرى – وهي السمة المميزة لتنظيم القاعدة والجماعات التابعة لها – نحو استراتيجية «افعلها بنفسك» ذات التقنية المنخفضة» التي روج لها تنظيم الدولة الإسلامية وجماعات أخرى. أعرب الرئيس باراك أوباما عن أفكار مماثلة في خطاب ألقاه في ديسمبر 2015، قائلاً:
لقد تطور التهديد الإرهابي إلى مرحلة جديدة. فمع تحسن قدرتنا على منع الهجمات المعقدة ومتعددة الجوانب مثل هجمات 11 سبتمبر، لجأ الإرهابيون إلى أعمال عنف أقل تعقيدًا، مثل حوادث إطلاق النار الجماعي الشائعة جدًا في مجتمعنا. وهذا النوع من الهجمات هو ما شهدناه في فورت هود عام 2009، وفي تشاتانوغا في وقت سابق من هذا العام، والآن في سان برناردينو.

## ردود الفعل

### القادة
- وصف الرئيس باراك أوباما الحدث بأنه «مفجع» وأعرب علنًا عن تعازيه لأسر الضحايا في بيان.[71] وفي 21 يوليو، أمر بتنكيس جميع الأعلام في البيت الأبيض والمباني الفيدرالية والسفارات الأمريكية في الخارج.[72]
- أعرب نائب الرئيس جو بايدن، في كلمة ألقاها في حفل تأبين الضحايا، عن تعازيه لأسرهم ووصف المسلح بأنه «جهادي منحرف».[73]
- وصف وزير البحرية راي مابوس حادثة إطلاق النار بأنها «مدمرة وبلا معنى»، وقدم تعازيه لأسر الضحايا. ووعد بإجراء تحقيق في أي ثغرات مستقبلية.[74]
- تحدث اللواء بول دبليو براير، قائد الفرقة الرابعة من مشاة البحرية الأمريكية، في المؤتمر الصحفي الذي بثه التلفزيون على الصعيد الوطني في تشاتانوغا في 22 يوليو 2015. وأشاد بالمارينز والبحارة الذين خاطروا بحياتهم لمساعدة الآخرين وإيقاف المسلح. «إن إرث ذلك اليوم هو إرث الشجاعة.»[75] «يمكنني أن أخبركم أن مشاة البحرية لدينا تفاعلوا بالطريقة التي تتوقعونها،» قال اللواء. «انتقلوا بسرعة من غرفة إلى أخرى، وأنقذوا زملائهم من مشاة البحرية إلى بر الأمان. وبمجرد وصولهم إلى بر الأمان، ركض بعضهم طواعية للعودة إلى القتال.»[76][77] قال براير عن مشاة البحرية الأربعة وضابط صف بحري واحد الذين لقوا حتفهم: «سنفتقدهم ولكن لن ننساهم أبدًا»[78]
- قال حاكم ولاية تينيسي بيل هاسلام، «أُشاطر جميع سكان تينيسي شعورهم بالاشمئزاز والحزن إزاء هذا الأمر.»[79]
- وصف رئيس بلدية تشاتانوغا آندي بيرك إطلاق النار بأنه «كابوس لمدينة تشاتانوغا».[80]
- أعرب قائد الكتيبة الرائد مايكل أبرامز، أثناء حديثه في حفل التأبين، عن «فخره العميق» بالطريقة التي استجاب بها مشاة البحرية والبحارة لإطلاق النار، قائلاً: «في فوضى تلك اللحظة، كانوا غير أنانيين في جهودهم لرعاية بعضهم البعض، وتصرفوا بشجاعة لا شك فيها».[81]

### المنظمات الإسلامية
أدان قادة المسلمين والمساجد في جميع أنحاء تينيسي إطلاق النار. وصرح بول غالاوي، ممثل المجلس الاستشاري الإسلامي الأمريكي، بأن المسلمين في تينيسي «يعربون عن خالص تعازيهم للضحايا وعائلاتهم. يسعى الإرهابيون إلى تقسيم مجتمعنا، وندعو الله أن يقف جميع الأمريكيين صفًا واحدًا في وجه عنفهم وكراهيتهم الجامحة».
قال المدير التنفيذي الوطني لمجلس العلاقات الأمريكية الإسلامية، نهاد عوض، «يجب على الأمريكيين من جميع الأديان والخلفيات رفض مثل هذه الأعمال العنيفة التي لا تُغتفر». وصرح نائب الرئيس الوطني للجماعة الأحمدية في الولايات المتحدة الأمريكية، «على الرغم من أننا لا نعرف بعد ما الذي دفع هذا الرجل إلى القيام بذلك، فإننا نحث على الهدوء، ونحيل الأمر إلى السلطات لحل هذه المسألة بشكل عادل، ونصلي من أجل جنود البحرية الأمريكية الذين لقوا حتفهم.».

### التدابير الأمنية
في أعقاب إطلاق النار، دعا وزير الدفاع آشتون كارتر ووزير الأمن الداخلي جيه جونسون إلى تعزيز الإجراءات الأمنية في المنشآت الفيدرالية توخيًا للحذر. في 29 يوليو، أصدر كارتر مذكرة من صفحتين يوجه فيها القادة العسكريين والمدنيين بوضع خطط وإجراءات أمنية جديدة، بما في ذلك «خيار نشر أفراد مسلحين إضافيين». وشدد على ضرورة تعزيز الأمن في المنشآت الصغيرة غير المحروسة، مثل المنشأتين العسكريتين اللتين هاجمهما محمد.
في 15 أغسطس، خلال خطاب ألقاه في حفل تأبين للضحايا، دعا إلى مراجعة إجراءات الأمن الداخلي للمنشآت العسكرية في جميع أنحاء البلاد. في 29 أغسطس، أطلقت البحرية تحقيقًا رسميًا يبحث في التغييرات الأمنية المحتملة، والاتصالات مع جهات إنفاذ القانون ومستجيبي الطوارئ، واستجابة الأفراد في الموقع. يرأس التحقيق فريق مكون من عشرين شخصًا، والذي قدم تقريرًا من 41 صفحة في 26 سبتمبر. على الرغم من أن سلاح مشاة البحرية استبعد تسليح المجندين كإجراء أمني نظرًا لأن معظم عملهم يتمثل في التفاعل مع الجمهور، فقد بدأ المسؤولون في تطوير خيارات أخرى.
أعلن السيناتور رونالد جونسون (جمهوري من ولاية ويسكونسن) عن نيته تقديم مشروع قانون من شأنه إنهاء الحظر المفروض على حمل الأسلحة النارية في المنشآت العسكرية. ووضعت البحرية خططًا لنشر حراس مسلحين في جميع مراكز الاحتياط السبعين غير الموجودة في القواعد العسكرية، كما تفكر أيضًا في توفير الحماية المسلحة لمراكز التجنيد.
في أغسطس 2015، أعلن الجنرال ماكس هاستينغز، من الحرس الوطني في تينيسي، أنه اتخذ قرارًا بالسماح لحاملي تصاريح حمل الأسلحة النارية بحملها أثناء ارتداء الزي الرسمي. وأشار ممثل ولاية تينيسي، تيلمان جوينز، إلى أن العديد من أفراد الحرس الوطني كانوا دون سن 21 عامًا، وفي ذلك الوقت، لم تكن تينيسي تصدر تصاريح للمواطنين دون هذه السن. صاغ النائب جوينز وأقرّ تشريعًا من شأنه خفض سن تصريح حمل الأسلحة لأفراد الحرس الوطني والمحاربين القدامى، والعسكريين العاملين الذين تبلغ أعمارهم 18 عامًا أو أكثر.
في 18 يوليو، أي بعد يومين من إطلاق النار، أمر حكام فلوريدا وتكساس وإنديانا بتسليح أفراد الحرس الوطني في المكاتب العسكرية وغيرها من المنشآت، بالإضافة إلى تركيب زجاج مضاد للرصاص ومعدات مراقبة فيديو أكثر كفاءة. وتبعتهم في اليوم التالي ولايات لويزيانا وأوكلاهوما وأركنساس. كما أعلن حاكم ولاية يوتا، غاري هيربرت، أن الولاية «ستستكشف سبلًا إضافية لحماية رجالنا ونسائنا الذين يخدمون في القوات المسلحة». في عام 2014، أقرت ولاية يوتا تشريعًا يسمح للجنود في منشآت الحرس الوطني بحمل الأسلحة.

## الملاحظات
1. 1 2  ورد اسمه محمد يوسف عبد العزيز في بعض المصادر، بما في ذلك الكتاب السنوي للمدرسة الثانوية.[28] ولد باسم محمد يوسف سعيد حاج أو محمد يوسف سعيد حاج علي، لكن والده غير اسمه في ذلك العام إلى عبد العزيز بعد وقت قصير من ولادته.[29][30]